# Temple of Speed
Temple of Speed ist ein Schweizer Hip-Hop-Kollektiv aus Zürich um die Rapper Tinguely dä Chnächt und Skor und den Produzenten Sterneis.

## Bandgeschichte
2011 schlossen sich Tinguely dä Chnächt, Skor und Sterneis in Zürich zum Mundart-Rap-Projekt Temple of Speed zusammen und veröffentlichten im August des Jahres 10 gemeinsame Songs unter dem Titel 10 Tracks – Vol. I. Das Projekt sieht vor, dass es 10 Volumes geben soll, wobei bei jedem neuen Album ein weiterer Rapper dazustösst. Die Beteiligten schreiben innerhalb von 10 Tagen 10 Songs und nehmen sie auf. Die Tracks sind nur durchnummeriert und tragen keinen Titel. Jedes Album wird für 10 Franken angeboten.
Beim Volume II kam der ebenfalls in Zürich lebende Rapper EKR hinzu, der bereits seit Mitte der 2000 erfolgreich war. Anfang 2012 kamen sie zu viert mit 10 Tracks – Vol. II erstmals in die Schweizer Hitparade. Beim vier Monate später erschienenen Volume III erweiterte mit dem Berner Baze ein nicht aus Zürich stammender Rapper das Kollektiv. Auch er war schon seit Mitte der 2000er erfolgreich und auch diesmal kam das Album wieder in die Charts. Beim dritten Album in einem Jahr wurde Temple of Speed um den Basler Rapper Kalmoo erweitert. Er hatte 2003 sein Debütalbum veröffentlicht. Volume IV erschien im Dezember 2012.
Danach gab es ein Jahr Pause, bevor Album Nummer 5 erschien. Hier wichen sie vom bisherigen Konzept ab: Mit Stereo Luchs kam ein Musiker aus dem Dancehall Reggae hinzu. Erst im Jahr davor hatte er seinen ersten grossen Erfolg gehabt. Ausserdem nahmen sie zu den 10 vorgesehenen Tracks noch 10 Bonus-Tracks auf. Das Album wurde am 10. Januar 2014 veröffentlicht und erreichte Platz 10 der Schweizer Hitparade. Damit war es das erfolgreichste der Serie.
Als nächster Musiker kam bei Volume VI Capo Cris hinzu. Der Rapper stammt aus Luzern, lebt aber in Basel und gehörte in der Gründungszeit zur Formation Eldorado FM. Das Album erschien im Januar 2015 und kam auf Platz 13. 
Für Vol. VII stiess Big Zis hinzu. Das Album wurde 2014 aufgenommen, aber erst 2021 veröffentlicht.

## Mitglieder
- Sterneis – Zürich (seit Vol. I)
- Tinguely dä Chnächt – Zürich (seit Vol. I)
- Skor – Zürich (seit Vol. I)
- EKR – Zürich (seit Vol. II)
- Baze – Bern (seit Vol. III)
- Kalmoo – Basel (seit Vol. IV)
- Stereo Luchs – Zürich (seit Vol. V)
- Capo Cris – Luzern/Basel (seit Vol. VI)
- Big Zis – Zürich (seit Vol. VII)

## Diskografie
Alben
- 10 Tracks – Vol. I (2011)
- 10 Tracks – Vol. II (2012)
- 10 Tracks – Vol. III (2012)
- 10 Tracks – Vol. IV (2012)
- 10 Tracks – Vol. V (2014)
- 10 Tracks – Vol. VI (2015)
- 10 Tracks – Vol. VII (2021)